# Fort Phil Kearny
Fort Phil Kearny est un ancien poste militaire de la United States Army établi en 1866 dans le nord-est du Wyoming. Avec Fort Reno et Fort C. F. Smith, Fort Phil Kearny était destiné à protéger les convois d'émigrants empruntant la piste Bozeman des attaques des Indiens des Plaines.
La construction de Fort Phil Kearny débute en juillet 1866 sous le commandement du colonel Henry B. Carrington (en). Initialement dénommé Fort Carrington, il est rapidement renommé en l'honneur du major général Philip Kearny tué le 1er septembre 1862 à la bataille de Chantilly. Le fort joue un rôle important durant la guerre de Red Cloud et plusieurs batailles ont lieu à proximité, notamment la bataille de Fetterman en décembre 1866. Après la signature du traité de Fort Laramie de 1868, les forts le long de la piste Bozeman sont abandonnés et le fort Phil Kearny est incendié par les Amérindiens durant l'été 1868.
Le site est inscrit au registre national des lieux historiques en 1962.